# Шайлапутри
Шайлапутри (санскр. शैलपुत्री) — дочь горного царя Химавата и проявление индуистской богини-матери Дурги. Она первая Навадурга, почитаемая в первый день Наваратри, и реинкарнация богини Сати . Она также формой Парвати.

## Иконография
Богиня Шайлапутри (Парвати) изображается с двумя руками и с полумесяцем на лбу. В правой руке она держит трезубец, а в левой - цветок лотоса. Она едет на быке Нанди.

## История
Шайлапутри — это воплощение Ади Парашакти, богиня, родившаяся в «Парват Радж Гималаи», в доме царя гор. Имя «Шайлапутри» буквально означает дочь (путри) горы (шайла). Известна как Сати Бхавани, Парвати или Хемавати, дочь Химавата — царя Гималаев.
Воплощение силы Брахмы, Вишну и Шивы, она едет на быке и держит в двух руках трезубец и лотос. В предыдущем рождении она была дочерью Дакши, Сати. Однажды Дакша организовал большую яджну и не пригласил её мужа Шиву. Но Сати, упрямая, возмутилась этому, после чего Дакша оскорбил Шиву. Сати не выдержала оскорбления мужа и сожгла себя в огне Яджны. За это Дакшу и участников яджны в ярости покарал Шива. В другом рождении она стала дочерью бога Гималаев под именем Парвати-Химавати и вновь вышла замуж за Шиву. Согласно Упанишадам, она победила эгоизм Индры, царя богов. Тогда боги кланялись и молились: «На самом деле ты — Шакти, мы все — Брахма, Вишну и Шива — способны получить от тебя Шакти».
В некоторых священных писаниях, таких как Шива-пурана и Девибхагавата-пурана, история Богини-Матери описана следующим образом: Мата Бхагвати в своем предыдущем рождении была дочерью Праджапати Дакши. Тогда её звали Сати, и она вышла замуж за Господа Шиву. Но на жертвенной церемонии, организованной её отцом Праджапати Дакшей, её тело было сожжено в огне, потому что она не могла вынести оскорбление своего мужа, Господа Шивы, нанесенное её отцом Праджапати Дакшей во время жертвенной церемонии.
В своем следующем рождении она стала богиней Парвати, дочерью Парватраджа Гималаев. Другие аватары Навадурги - воплощение матери Парвати, она также воплотилась как 32 видьи, которые снова стали известны как Химавати. В своем аспекте Химавати она победила всех выдающихся богов. Как и в предыдущем рождении, в этой жизни Мата Шайлапутри (Парвати) вышла замуж за Господа Шиву.
Она — Деви корневой чакры, которая после пробуждения начинает свой путь вверх. Сидя на корове и совершая свое первое путешествие из Муладхара - чакры. Как от отца к мужу – пробуждающейся Шакти, начинающей поиск Господа Шивы. Итак, в пудже Наваратри в первый день йоги сосредоточивают свой ум на Муладхаре. Это отправная точка их духовной дисциплины. Они начали свою Йога-садху отсюда. Шайлапутри — это Муладхара Шакти, которую следует реализовать в «Я» и искать в более высоких глубинах в йогической медитации. Это скала духовного положения, и весь мир получает силу от аспекта Шайлапутри Пурна Пракрити Дурги.
Прежде чем Богиня-Мать родилась дочерью царя Химавата, в своем предыдущем рождении она была дочерью царя Дакши. В этой форме её звали Сати, которая была очень предана Шиве и любила его. Царь Дакша был против Господа Шивы и знал, что его дочь влюбилась в аскета, и выразил свое неодобрение. Сати приложила все усилия, чтобы отец понял её, но тщетно.
Жена Дакши и мать Сати, Прасути устроила брак Господа Шивы и Сати без согласия Дакши. Он разорвал все связи и отношения с дочерью и зятем и вычеркнул их из своей жизни. После свадьбы Сати счастливо поселилась на Кайласе с Шивой, и они сильно друг друга любили. Между тем, у Дакши возникло намерение — оскорбить Шиву. Решив его исполнить, он устроил ритуал, на который были приглашены все боги, богини и мудрецы, кроме Шивы и Сати.
Несмотря на то, что Шива обескуражил её, сказав не идти на церемонию, проводимую Дакшей, куда она и её муж не были приглашены; уважение к отцу заставило Сати проигнорировать светский этикет и желания мужа. Сати пошла на церемонию одна. Дакша стал насмехаться над ней перед гостями. Сати, не выдержав этого, сожгла себя в жертвенном огне яджны.
Узнав о гибели жены, одержимый гневом, яростью и бесконечной скорбью, Шива призвал Вирабхадру и Бхадракали а так же прочих своих помощников, чтобы положить конец высокомерию Дакши и всех приглашённым, которые не смогли высказаться против него, чтобы защитить Сати. Повинуясь его приказу, Бхадракали прекратила яджну и жестоко покарала приглашённых, а Вирбхадра отрубил Дакше голову и бросил её в жертвенный огонь, положив ему конец. Однако, его позже оживили, но с головой козла.
Позже, Богиня-Мать приняла ещё одно рождение как дочь короля Химавана и королевы Менавати, на этот раз её назвали Парвати. Она родилась у родителей, которые всегда искренне поклонялись Шиве. Парвати с детства была очень доброй, нежной и амбициозной девочкой. Она была известна своей доблестью и отвагой. Будучи царевной, она была очень приземленной. Парвати каждый день пасла скот с друзьями в предгорьях Гималаев. Однажды Парвати отвела свой скот на землю возле небольшого леса. Лес был известен тем, что в нём жил демон по имени Кхандакасур. Он умел превращать что-либо в камень, и сам состоял из камней. Жители соседней деревни сообщили Парвати о демоне. Парвати отвела свой скот подальше от леса, и пошла в храм Шивы в соседней деревне.
Кхандакасур услышал стук копыт крупного рогатого скота и вышел из леса на его поиски. Кхандакасур начал превращать весь скот в камень. Глядя, как её теленок превращается в камень, одна из коров испугалась и побежала на поиски Парвати. Корова подошла к озеру, где Парвати собирала лотос для посещения храма. Корова потянула Парвати за одежду, направляя её к скоту. Парвати и её друзья побежали туда, к тому времени Кхандакасур превратил в камень почти всё стадо. Увидев это, Парвати очень рассердилась. В ярости она схватила палку и побежала к Кхандакасуру. Кхандакасур был поражен тем, что Парвати не превратилась в камень, когда он того захотел. Кхандакасур с любопытством спросил Парвати, кто она. Парвати смело сказала: «Я Шайлапутри, дочь Царя Гор. Я создана силой камней, и ничто не может превратить меня в камень». Услышав это, Кхандакасур рассмеялся и сказал: «Нет, но тебя можно просто убить». Услышав это, Парвати ударила Кхандакасура ногой, воткнула нож в живот и разбила его на куски. Смерть Кхандакасура оживила весь скот. Корова отблагодарила Парвати за её поступок, подойдя сзади и почесав ей спину. Жители деревни и друзья Парвати назвали её в честь этого события Деви Шайлапутри.
С точки зрения йоги первая Наваратри считается очень благоприятным днем. Это йогическое начало для того, чтобы быть в гармонии с Божественной Матерью Дургой. Те, кто хочет получить какое-либо посвящение в Шакти-мантры, могут получить его в первый день Шукла Пратипады.
Стремление преданного состоит в том, чтобы подниматься все выше и выше, по духовной эволюции и к достижению Сиддхи, совершенства, связанного с Анандой (блаженством). Шайлапутри — это Муладхара Шакти, которая должна быть реализована внутри «Я» и искаться в более высоких глубинах в ЙОГА-медитации. Это опыт переоценки Неизменного в человеческом существовании. Шайлапутри — это физическое сознание Божественной Матери Дурги. Она на самом деле Парвати, дочь царя Хемаваны, о чём говорится ещё в «Шива-пуране». Шайлапутри — это проявление самой планеты Земля, которое включает в себя то, что очевидно на Земле и внутри земного шара. Шайлапутри охватывает все холмы, долины, водные ресурсы, моря и океаны, включая атмосферу.
Следовательно, Шайлапутри является сущностью земного существования. Её обитель находится в Муладхара-чакре. Божественная Энергия скрыта в каждом человеке. Она может быть реализована. Цвет этой богини - малиновый. Таттва (элемент) — земля с Гуной (качеством) согласованности и с Бхеда (отличными) характеристиками Гхраны (запаха).

### Поклонение
Пуджа начинается с Гхатастапаны, ритуала, символизирующего женскую силу. Пуджа Гхатастапана проводится с использованием предметов для пуджи, которые считаются святыми и символическими. В качестве основы используется неглубокая кастрюля, похожая на посуду из глины. Затем в чашу насыпают три слоя грязи и семена сапта-дханьи/навадханьи. После этого нужно немного брызнуть водой, чтобы семена получили достаточно влаги. Затем калашу наполняют Ганга-джалом. В воду кладут супари, несколько монет, акшат (сырой рис, смешанный с порошком куркумы) и траву дурва. После этого на шею калаша надевают пять листьев мангового дерева, которое затем прикрывают кокосовым орехом.

### Молитвы
Её мантра - Ла+Ма, то есть Лама из санскрита Varṇamālā (санскр. वर्णमाला). Её внимание сосредоточено на кончике языка и губах.
Мантра Шайлапутри:
ॐ देवी शैलपुत्र्यै नमः॥
Ом Деви Шайлапутряй Намах॥
Пратхана или Молитва Шайлапутри
Закрыть
शैलपुत्रीम् यशस्विनीम् ॥
Ванде Ванчхиталабхайя Чандрардхакриташехарам।
Вришарудхам Шуладхарам Шайлапутрим Яшасвиним॥

 «Я выражаю своё поклонение БОЖЕСТВЕННОЙ МАТЕРИ ШАЙЛА-ПУТРИ, которая дарует преданным самые изысканные блага. Луна в форме полумесяца украшена короной на Её лбу. Она сидит на быке. В руке она держит копье. Она — Яшашвини — ПРАЗДНУЕМАЯ МАТЬ ДУРГА».

## Храмы
- Храм Шайлапутри расположен по адресу A-40/11, Мархия Гхат, Варанаси, Уттар-Прадеш, Индия[6].
- Хедавде Махалакшми расположен в деревне Хедавде, на шоссе Мумбаи Ахемдабад, регион Васаи Вирар, Махараштра, Индия[9].
- Храм Шайлапутри в Барамулле, Джамму и Кашмир, Индия.